# Knight Rider (2008)
Knight Rider was een Amerikaanse televisieserie uit 2008. De serie was een vervolg op het origineel uit 1982. De serie werd van 24 september 2008 tot 4 maart 2009 uitgezonden in de Verenigde Staten, en vanaf 1 maart 2009 in Nederland op RTL 7 maar dan onder de naam Knight Rider 2009.

## Verhaal
De serie speelt zich 25 jaar na de oorspronkelijke serie af, en draait om een nieuwe versie van KITT, de Knight Industries Three Thousand. KITT's nieuwe bestuurder is Mike Traceur (de zoon van Michael Knight). Het duo wordt tevens bijgestaan door Sarah Graiman, de dochter van Charles Graiman (de ontwerper van zowel de originele als de nieuwe KITT).
Net als zijn voorganger trekt Mike met KITT ten strijd tegen uiteenlopende vormen van criminaliteit. Verder probeert hij informatie te krijgen over een geheime overheidsmissie, waar hij enkele jaren terug blijkbaar bij betrokken is geweest, maar zich niets van kan herinneren.

## Productie
De serie werd geïntroduceerd met de gelijknamige pilotfilm, die op 17 februari 2008 werd uitgezonden op de Amerikaanse zender NBC. De film was een groot succes, het op een na best bekeken programma van die avond én de succesvolste televisiefilm sinds Their Eyes Were Watching God uit 2005.
Aanvankelijk hanteerde de serie een nieuwe opzet qua verhaal, maar in november 2008 maakte NBC bekend dat het programma zou worden aangepast om meer te lijken op de originele serie. Als gevolg hiervan werden acteurs Yancey Arias, Bruce Davison en Sydney Tamiia Poitier uit de serie geschreven.
Eind 2008 maakte NBC tevens bekend het aantal afleveringen voor seizoen 1 terug te schroeven naar 17. De scenario's voor de vijf afleveringen die zo kwamen te vervallen, zouden worden doorgeschoven naar een eventueel tweede seizoen, maar NBC blies dat uiteindelijk af.

## Rolverdeling
- Val Kilmer - KITT (stem)
- Justin Bruening - Mike Traceur
- David Hasselhoff - Michael Knight (alleen in pilotfilm)
- Deanna Russo - Sarah Graiman
- Sydney Tamiia Poitier - Carrie Rivai
- Bruce Davison - Charles Graiman
- Smith Cho - Zoe

## Trivia
- De rol van KITT zou in eerste instantie vertolkt worden door Will Arnett. Deze acteur deed echter eerder de voice-overs voor autobedrijf General Motors. Toen dat bedrijf erachter kwam dat Knight Rider gesponsord werd door concurrent Ford, moest Arnett op verzoek van General Motors zijn rol in de film (en serie) opgeven.
- In een aflevering waarin Mike en Zoe undercover gaan, krijgen ze als undercovernamen Devon en Bonnie. Dit is een referentie naar de serie uit de jaren tachtig, waarin Devon de CEO was van de Foundation for Law And Government en Bonnie de technicus van KITT was.
- De stem van de nieuwe KITT werd gedaan door Val Kilmer.
- KITT is in deze serie een Ford Mustang Shelby GT500KR.